# Liste des fjords du Groenland
Cet article recense les fjords du Groenland.

## Généralités
Le Groenland contient de nombreux fjords, dont le plus long du monde, le Scoresby Sund.
La liste suivant liste les fjords grossièrement suivant les côtes ouest, est et nord de l'île, correspondant aux trois anciens comtés de l'île. Les anciennes municipalités sont utilisées afin de subdiviser les listes.
Pour chaque fjord, le nom est indiqué, si possible, en groenlandais et en danois.

## Liste

### Côte ouest
Du sud au nord :
- Nanortalik :
  - Alluitsup Kangerlua (Lichtenaufjorden)
  - Kangerlussuatsiaq (Lindenowfjorden)
  - Søndre Sermilik
  - Tasermiut (Ketilsfjord)
  - Uunartoqfjorden

- Qaqortoq :
  - Alanngorsuaq (Kobberminebugt)
  - Igalikup Kangerlua (Igalikofjorden, Einarsfjorden)

- Narsaq :
  - Igalikup Kangerlua (Igalikofjorden, Einarsfjorden)
  - Tunulliarfik (Eriksfjorden)

- Ivittuut :
  - Ilorput (Arsukfjorden)

- Paamiut :
  - Alanngorsuaq (Kobberminebugt)
  - Ilorput (Arsukfjorden)
  - Kuannersooq (Kvanefjorden)
  - Sermiligaarsuk
  - Sermilik

- Nuuk :
  - Allumersat (Bjørnesund)
  - Ameralik (Lysefjord)
  - Kangerluarsussuaq
  - Nuup Kangerlua (Godthåpsfjorden)
  - Sermilik

- Maniitsoq :
  - Kangerlussuaq (Søndre Strømfjord)
  - Kangerlussuatsiaq
  - Niaqunngunaq (Fiskefjorden)
  - Søndre Isortoq

- Sisimiut :
  - Kangerlussuaq (Søndre Strømfjord)
  - Nassuttooq (Nordre Strømfjord)
  - Sisimiut Isortuat (Nordre Isortoq)

- Kangaatsiaq :
  - Arfersiorfik
  - Nassuttooq (Nordre Strømfjord)

- Ilulissat :
  - Kangia (Jakobshavns Isfjord)

- Uummannaq :
  - Karrats Fjord
  - Qarajaq Isfjord
  - Ukkusissat Fjord
  - Uummannaq Fjord (Umanakfjorden)

- Upernavik :
  - Kangerlussuaq (Giesecke Isfjord)
  - Ukkusissat Fjord
  - Upernavik Isfjord
  - Ussing Isfjord

### Côte est
Le comté de Tunu regroupe l'est du Groenland. Il contient les communes suivantes, du sud au nord :
- Ammassalik :
  - Ammassalik
  - Bernstorffs Isfjord
  - Ekalumiut
  - Ikertivaq
  - Iluileq (Danellfjorden)
  - Kangerlussuaq (Storfjord)
  - Kangerlussuatsiaq (Lindenowfjorden)
  - Kangertittivatsiaq
  - Sermilik (Egede og Rothes Fjord)
  - Umiiviip Kangertiva (Gyldenløvefjorden)

- Ittoqqortoormiit :
  - Carlsbergfjorden
  - Kangerlussuaq (Storfjord)
  - Kangertertivarmiit Kangertivat (Nordvestfjord)
  - Scoresby Sund (Kangertittivaq) Scoresbysundet
  - Nansenfjorden
  - Orqungmut Kangertiva (Gåsefjorden)

- Parc national du Nord-Est du Groenland (côte est) :
  - Ardencaplefjorden
  - Besselfjorden
  - Ingolfsfjorden
  - Kangertertivarmiit Kangertivat
  - Fjord de l'Empereur François-Joseph (Kejser Franz Josephs Fjord)
  - Kong Oscars Fjord
  - Nioghalvfjerdsfjorden
  - Skærfjorden

- Sermersooq
  - Tuttilik

### Côte nord
Le comté d'Avannaa regroupe le nord du Groenland. Il contient les zones suivantes, d'ouest en est :
- Qaanaaq :
  - Ikerssuaq (Hvalsund)
  - Inglefield Bredning
  - Kangerluarsorujak (Olrik Fjord)
  - Kangerluarsuk (Cass Fjord)
  - Robertson Fjord
  - Uummannap Kangerlua (Wolstenholme Fjord)

- Parc national du Nord-Est du Groenland (côte nord) :
  - Danmarksfjorden
  - Frederick E. Hyde Fjord
  - G. B. Schley Fjord
  - Hagen Fjord
  - Independencefjorden
  - J. P. Koch Fjord
  - Sankt George Fjord
  - Sherard Osborn Fjord
  - Victoriafjorden